# NGC 5823
NGC 5823 (również OCL 936 lub ESO 176-SC11) – gromada otwarta, znajdująca się w gwiazdozbiorze Cyrkla. Składa się z kilkuset małych gwiazd, przeważnie o jasności 12-13m, ale znajduje się tam kilkadziesiąt jaśniejszych obiektów. Wiek gromady szacowany jest na 800 milionów lat. Odkrył ją James Dunlop 8 maja 1826 roku.